# Castillo de Rodén
El castillo de Rodén fue una fortificación situada en la localidad zaragozana de Rodén, en el municipio de Fuentes de Ebro. En la actualidad está protegido como zona arqueológica.

## Historia
Se sabe que Rodén y su castillo pertenecieron en 1291 a Pedro Jordán de Peña, señor de Arenós (Zurita). Y después a la Diócesis de Zaragoza . João Baptista Lavanha en su Itinerario del Reyno de Aragón (1610-1611) lo denominó torre del arzobispo de Zaragoza y Pascual Madoz en su Diccionario geográfico-estadístico-histórico de España y sus posesiones de Ultramar lo describe como "Castillo sólido, al parecer, obra de moros". A los pies del castillo está el denominado Rodén el Viejo, totalmente en ruinas, como consecuencia de la Guerra Civil Española.

## Descripción
Se trata de un recinto alargado de unos treinta por dieciséis metros, todo ello construido en tapial con relleno gruello de piedre irregular para darle consistencia. con posterioridad, sobre el recinto del castillo, se construyó la iglesia de la localidad. En la actualidad, y tras el paso de la guerra civil, no se ha producido ningún tipo de actuación sobre el conjunto y está en progresiva ruina.